# Rue Darwin (Paris)
Pour les articles homonymes, voir Rue Darwin.
La rue Darwin est une voie du 18e arrondissement de Paris, en France.

## Situation et accès
La rue Darwin est une voie publique située dans le 18e arrondissement de Paris. Elle débute au 39, rue des Saules et se termine au 6, rue de la Fontaine-du-But.

## Origine du nom
Elle rend honneur à Charles Darwin (1809-1882), le célèbre naturaliste anglais.

## Historique
cette rue est ouverte par la Ville de Paris sur des terrains expropriés pour la création d'un talus de soutènement en bordure de la rue Lamarck, par un décret du 18 juin 1883. L'ouverture de cette voie a entraîné la suppression du passage Pernet et a absorbé le passage des Saules. Elle prend sa dénomination par un arrêté du 30 août 1884.